# Nicolaas II van Rusland
Nicolaas II Aleksandrovitsj (Russisch: Николай II Александрович, Nikolaj II Aleksandrovitsj) (Tsarskoje Selo, 18 mei 1868 (O.S. 6 mei) – Jekaterinenburg, 17 juli 1918) was de laatste tsaar (keizer) van Rusland, grootvorst van Finland en titulaire koning van Polen. Zijn officiële titel was Nicolaas II, Al-Russisch Keizer en Autocraat. In zijn volledige vorm omvatte zijn naam bovendien de namen van een aantal andere steden en gebieden waarover hij regeerde.

## Familie
Grootvorst Nicolaas Aleksandrovitsj werd geboren als eerste kind van tsaar Alexander III en diens vrouw tsarina Maria Fjodorovna in het Alexanderpaleis. Zijn grootouders langs vaders kant waren Alexander II en Marie Alexandrovna. Tsarina Maria Fjodorovna werd geboren als prinses Dagmar van Denemarken, de tweede dochter van koning Christiaan IX en koningin Louise. Dagmar was een jongere zus van koning Frederik VIII van Denemarken en van koning George I van Griekenland. Haar zus Alexandra was als vrouw van koning Eduard VII koningin van het Verenigd Koninkrijk en keizerin van India. 
Nicolaas was verwant met vele Europese vorsten. Koning George V van het Verenigd Koninkrijk en de Duitse keizer Willem II waren respectievelijk volle neven van Nicolaas en zijn vrouw Alexandra. Als volwassen man vertoonde Nicolaas een sterke uiterlijke gelijkenis met George V. Verder was hij ook een volle neef van koning Haakon VII van Noorwegen en diens vrouw Maud, evenals koning Christiaan X van Denemarken en koning Constantijn I van Griekenland. Nicolaas II en de Duitse keizer Willem II waren zelf ook ver familie omdat ze beiden afstamden van de Pruisische koning Frederik Willem III. Beide keizers waren ook achter-achterkleinkinderen van tsaar Paul I. Nicolaas was ook familie van zijn vrouw Alexandra, beide waren achterkleinkinderen van Lodewijk II van Hessen-Darmstadt en Wilhelmina van Baden en ze stamden ook beiden af van Frederik Willem II van Pruisen. Nicolaas was voornamelijk van Duits-Deense afkomst, zijn dichtstbijzijnde etnisch Russisch familielid was grootvorstin Anna Petrovna (1708-1728), dochter van Peter de Grote. 
In zijn jeugd had Nicolaas een zeer goede relatie met zijn vader, de tsaar, hoewel hij als kind jaloers was op de fysieke kracht van zijn vader. Hij was ook zeer gehecht aan zijn moeder, dit is vooral duidelijk in gepubliceerde brieven van en aan elkaar.
Nicolaas had drie jongere broers: Alexander (1869-1870), Georgi (1871-1899) en Michaël (1878-1918). Ook had hij twee jongere zusjes: Xenia (1875-1960), huwde grootvorst Alexander Michajlovitsj van Rusland (kleinzoon van tsaar Nicolaas I), en Olga (1882-1960), huwde Peter van Oldenburg. Na een scheiding huwde Olga in 1916 met Nikolaj Koelikovski. In zijn jeugdjaren ging Nicolaas met zijn familie jaarlijks op vakantie naar Denemarken voor reünies met de Britse, Duitse en Griekse takken van de familie. 
Nicolaas droeg dezelfde naam als grootvorst Nicolaas Nikolajevitsj van Rusland. Om de grootvorst en de toekomstige tsaar te onderscheiden kreeg de grootvorst de bijnaam Nikolasja. Ook werden ze Nicolaas de Grote en Nicolaas de Kleine genoemd. Nicolaas Nikolajevitsj en zijn broer Peter huwden met de Montenegrijnse prinsessen Stana en Militsa ("het zwarte gevaar" of "de zwarte familie"). Toen de tsarina een zoon wilde krijgen, introduceerden de prinsessen de martinist Meester Philippe uit Lyon aan het hof. Zijn leerling Papus was in 1901, 1905 en 1906 aan het hof als arts en raadgever. Toen Philippe in 1901 de geboorte van een jongen voorspelde terwijl Anastasia werd geboren en de oorlog tussen Rusland en Japan anders uitpakte dan gedacht, vertrok hij weer.

## Gezin
Nicolaas trouwde in 1894 met de van oorsprong Duitse prinses Alix van Hessen-Darmstadt, die na haar huwelijk de naam Alexandra Fjodorovna aannam. Uit dit huwelijk werden vijf kinderen geboren, vier dochters en een zoon:
| Afbeelding | Naam                   | Geboren          | Overleden    | Bijzonderheden |
| ---------- | ---------------------- | ---------------- | ------------ | --- |
|            | Grootvorstin Olga      | 15 november 1895 | 17 juli 1918 | Was enige tijd in beeld als huwelijkskandidaat voor prins Carol van Roemenië. |
|            | Grootvorstin Tatjana   | 29 mei 1897      | 17 juli 1918 | De favoriet van haar ouders. |
|            | Grootvorstin Maria     | 14 juni 1899     | 17 juli 1918 | Was enige tijd in beeld als huwelijkskandidaat voor prins Louis Mountbatten. |
|            | Grootvorstin Anastasia | 5 juni 1901      | 17 juli 1918 | Waarschijnlijk het bekendste kind van Nicolaas en Alexandra. |
|            | Grootvorst Aleksej     | 12 augustus 1904 | 17 juli 1918 | De lang verwachte troonopvolger, en derhalve behalve grootvorst ook tsarevitsj. Leed net als zijn oom Frederik aan hemofilie. Vernoemd naar Aleksej de Vreedzame, Nicolaas' favoriete tsaar. |

De enige zoon van Nicolaas en Alexandra, troonopvolger Aleksej, leed aan hemofilie, een erfelijke bloedziekte waarvoor men geen genezing kon vinden. Daarom haalde de familie, via Anna Vyroebova, de monnik en sinistere wonderdoener Grigori Raspoetin in huis, die al snel een grote invloed op vooral de tsarina kreeg. Dit wekte bij de invloedrijke adel veel verzet en Raspoetin werd uiteindelijk in december 1916 vermoord door een aantal Russische edellieden.
Anastasia was de enige dochter die het gen voor hemofilie van haar moeder had overgeërfd. 

## Regeringsperiode

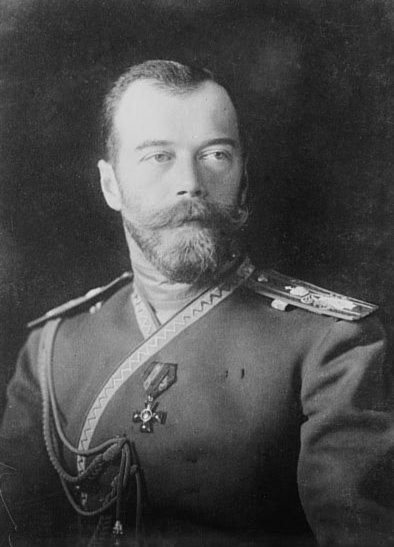
Nicolaas II

Alexander III had zijn zoon zo veel mogelijk buiten alle regeringsactiviteiten gelaten. Aan de treinramp van Borki in oktober 1888, die het keizerlijke gezin ternauwernood overleefde, hield Alexander III nieraandoeningen over. Hij stierf daaraan in 1894 op betrekkelijk jonge leeftijd en toen moest de 26-jarige Nicolaas hem opvolgen zonder ooit enige bestuurservaring te hebben opgedaan. Zijn kroning vond op 26 mei 1896 plaats in de Oespenski-kathedraal van Moskou.
Critici gaven Nicolaas de bijnaam Bloedige Nicolaas, onder meer vanwege de Chodynkatragedie, Bloedige Zondag, de antisemitische pogroms, executies van politieke tegenstanders en de uitoefening van militaire campagnes op een tot dusver ongekende schaal. Na Bloedige Zondag, 9 januari 1905, trad de liberale minister van Binnenlandse Zaken, Pjotr Dmitrijevitsj Svjatopolk-Mirski, af, terwijl er juist een grondwet in de maak was. De rechtse politiecommissaris van Moskou, Dmitri Feodorovitsj Trepov, die om dat beleid een week vóór Bloedige Zondag uit protest was afgetreden, werd er ná tot gouverneur-generaal van Sint-Petersburg benoemd. De priester Georgi Gapon, die de arbeiders naar het Slotplein voorging en na het bloedbad opriep tot een vervloeking van de tsaar ('De tsaar is door het volk vervloekt'), bleek een agent-provocateur van het departement van Politie. Op 17 februari wierp de socialistische revolutionair Ivan Kaljajev in Moskou een bom in het rijtuig van grootvorst Sergej Aleksandrovitsj, Nicolaas' belangrijkste adviseur en steun.
Aanvankelijk kende Nicolaas' regeringsperiode een tijd van bloei, reformatie en zowel economische als demografische groei. Nicolaas werd bijgestaan door ministers van buitengewone capaciteiten: Sergej Witte (minister van Financiën van 1892-1903) en Pjotr Stolypin (premier van 1906-1911), die veel gedaan hebben voor de economische ontwikkeling van Rusland. Witte sloot in 1905 het Verdrag van Portsmouth met Japan. Toch zou Nicolaas' regeringsperiode eindigen met de politieke en economische ineenstorting van het eens zo machtige Keizerrijk Rusland. Stolypin werd op 14 september 1911 voor Nicolaas' ogen in Kiev neergeschoten, tijdens de festiviteiten ter ere van Nicolaas' grootvader Alexander II, die vijftig jaar eerder het systeem van lijfeigenschap ophief.
In 1897 was het inwoneraantal van het Russisch Rijk 125 miljoen mensen. Tijdens Nicolaas' regeerperiode groeide dat aantal met 50 miljoen mensen. De Franse econoom Edmond Teri schreef dat als deze tendentie zo zou volhouden dat Rusland zowel politiek als financieel tegen het midden van de 20e eeuw Europa zou domineren.
Van het totale aantal inwoners hadden er 84 miljoen het Russisch als moedertaal. 21% kon lezen en schrijven. Van de inwoners tussen 10 en 19 jaar kon 34% lezen en schrijven. In het jaar 1906 werd de leerplicht ingevoerd, waardoor tegen 1922 iedereen zou moeten kunnen lezen en schrijven. Was het budget voor onderwijs in 1894 nog 40 miljoen roebel, in 1914 was het tot 400 miljoen roebel gestegen.
Tijdens Nicolaas' regeringsperiode werd de weg naar Siberië geopend. Zo werd de langste spoorweg van de wereld voltooid, die liep van Moskou naar Vladivostok. De ontwikkeling van deze spoorweg had ook tot gevolg dat er veel nieuwe steden werden gesticht.
Veel aandacht werd ook besteed aan de levensstandaard van de werkende klasse. Zo werd op 2 juni 1897 een begrenzing van de werkdag ingevoerd tot 11,5 uur op een gewone werkdag en 10 uur op zaterdagen en feestdagen. In fabrieken met meer dan 100 personeelsleden was er kosteloze medische hulp voorzien. In juni 1903 werd er een wet ingevoerd die arbeiders moest beschermen bij werkongevallen. De compensatie zou uit 66% van het normale loon bestaan. Op 23 juni 1912 werd er een wet ingevoerd voor een verplichte ziektekosten- en arbeidsongevallenverzekering voor werknemers.
Enerzijds was Nicolaas veel gelegen aan het behoud van de vrede in Europa. Zo was hij de initiatiefnemer van de Vredesconferentie van Den Haag van 1899, die zou leiden tot de oprichting van het Permanent Hof van Arbitrage. Anderzijds wordt Nicolaas' regeringsperiode ook gekenmerkt door een aantal grote oorlogen waarin Rusland grote verliezen leed. In augustus 1914 keurde Nicolaas de Russische mobilisatie goed, die gezien wordt als de eerste stap in de Eerste Wereldoorlog. Deze oorlog zou de vorstenhuizen in Europa doen wankelen en eindigen met de ondergang van de monarchie.

## Het einde van een imperium

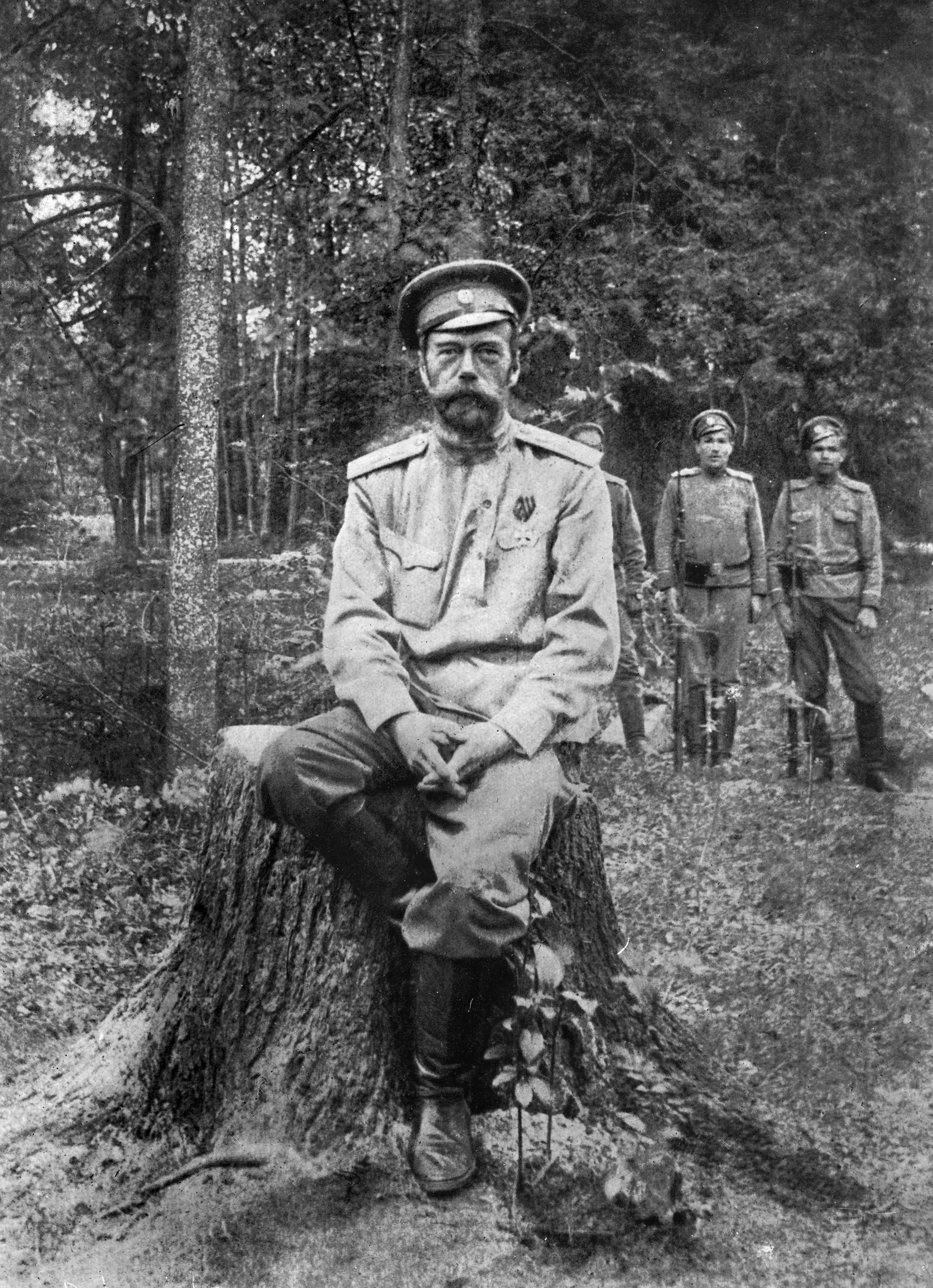
Nicolaas II in gevangenschap

In september 1915 nam Nicolaas, na het ontslag van zijn neef grootvorst Nicolaas, persoonlijk het opperbevel over het leger op zich. Op 23 februari 1917, in een tijd van bittere armoede na drie jaar oorlog, barre oorlogswinters en miljoenen slachtoffers, begon in Sint-Petersburg een spontane volksopstand, die het begin was van de eerste fase van de Russische Revolutie. Hoewel de tsaristische garde tot dan toe elke opstand had neergeslagen, gebeurde dat deze keer niet. Integendeel, soldaten van de garde schoten hun eigen officieren neer en deden met de opstand mee. Een week later, op 2 maart, deed Nicolaas in Pskov, aan boord van de keizerlijke trein, gedwongen afstand van de troon ten gunste van zijn broer, Michaël II, die de troon vervolgens weigerde. Nadat asiel in het Verenigd Koninkrijk (de Britse koning George V was een neef van de tsaar) door de Britse regering was afgewezen (officieel omdat gevreesd werd dat met hem de kans op revolutionaire ideeën in Groot-Brittannië te groot zou worden), werd hij naar Jekaterinenburg verbannen.

## De tsaar en zijn gezin vermoord
Nicolaas en zijn familie werden eerst opgesloten in het Alexanderpaleis bij Tsarskoje Selo, daarna in het 'Huis van de Vrijheid'; het huis van de Siberische gouverneur in Tobolsk. Op 25 oktober 1917 wierpen de bolsjewieken de voorlopige regering omver. Op 3 maart 1918 werd de Vrede van Brest-Litovsk met Duitsland getekend, waarbij Rusland een miljoen vierkante kilometer grond verloor. Daarna bracht commissaris Vasili Jakovlev de tsaar, tsarina en Maria in april in opdracht van Jakov Sverdlov naar het Ipatjev-huis, het 'Huis met het Bijzondere Doel', in Jekaterinenburg. Jekaterinenburg heette in die tijd 'de Rode hoofdstad van de Oeral'. Op 10 mei arriveerden ook de zoon van de tsaar, Aleksej. en zijn overige drie dochters.
De tsaar en tsarina hielden tot de laatste dagen een dagboek bij. De laatste zin in Nicolaas' dagboek (13 juli) luidt: 'Wij hebben geen nieuws van de buitenwereld.' In de nacht van 16 op 17 juli 1918, toen het contrarevolutionaire leger van Aleksandr Koltsjak op het punt stond om Jekaterinenburg te veroveren, werd de hele tsarenfamilie (vader, moeder en vijf kinderen) op geheim bevel van Lenin en Sverdlov in het souterrain van het Ipatjev-huis geëxecuteerd. Ook de lijfarts van de familie (Botkin), de kamerdienaar van de tsaar (Trupp), de hofdame van de keizerin (Demidova) en de kok van de familie (Charitonov) werden vermoord. Er waren twaalf schutters: Jakov Joerovski, de dronken Pjotr Jermakov, Grigori Nikoelin ('Akoelov'), de wachtcommandant Pavel Medvedev, Michail Medvedev-Koedrin, Aleksej Kabanov en zes Letse scherpschutters. De tsarina en de tsarevitsj waren op stoelen gaan zitten, die speciaal voor hen werden gebracht. Joerovski las het bevel voor hen te moeten executeren. De meisjes waren moeilijk te doden, vanwege de juwelen, die in hun corset waren ingenaaid. De schutters beleefden de schrik van hun leven toen de kogels op de 'onsterfelijke' dochters afketsten en zagen zich genoodzaakt hun bajonet te gebruiken om hun werk af te maken. De lijken werden in lakens gewikkeld en in een vrachtwagen geladen. Vanwege de drassige wegen (het had veel geregend) werden de lichamen op een gegeven moment verder op karren vervoerd. Bij een oude mijn bij het dorp Koptjaki werd hun kleding verbrand. De lichamen werden in de drie meter diepe, naamloze mijn geworpen, maar de volgende nacht opgehaald en op 19 juli ergens tussen Koptjaki en Boven-Isjetsk begraven. De lijken bleven daarna lange tijd spoorloos. Halverwege de jaren zeventig werden in een massagraf negen lichamen gevonden. Ze waren met zwavelzuur overgoten.

## Latere ontwikkelingen
Pas na het uiteenvallen van de Sovjet-Unie werden de lichamen opgegraven en werden Nicolaas, zijn vrouw en drie van zijn kinderen met DNA-onderzoek geïdentificeerd. Twee kinderen ontbraken. Op 17 juli 1998 werden de stoffelijke overschotten herbegraven in de Petrus en Pauluskathedraal in Sint-Petersburg. Over de stad die de laatste rustplaats moest worden van de familie, heeft een discussie plaatsgevonden: Jekaterinenburg, waar de overblijfselen zeven jaar eerder gevonden werden, Moskou als de huidige Russische hoofdstad of Sint-Petersburg, de locatie van de begraafplaatsen van de tsaren.
Botresten die in 2007 door archeologen werden gevonden in de omgeving van Jekaterinenburg, bleken na DNA-onderzoek afkomstig te zijn van de twee overige kinderen. Het gaat om troonopvolger Aleksej en zijn zus Maria, maakte gouverneur Rossel van de oblast Sverdlovsk in april 2008 bekend. Het verhaal over de ontsnapping van Aleksej en Maria of Anastasia is daarmee definitief ontzenuwd. De overblijfselen van de kinderen werden mee begraven in de Petrus en Pauluskathedraal in Sint-Petersburg.
De troonopvolging in ballingschap werd vanaf 1924 geclaimd door de derde in lijn van opvolging Kirill. In 1938 stierf hij en werd opgevolgd door zijn zoon Vladimir. Nadat deze in 1992 was gestorven ontstond er onenigheid over de opvolging, waardoor er sindsdien twee kandidaten zijn; Maria Vladimirovna en Nikolaj, die beiden op basis van de huisregels van de Romanovs beweren de rechtmatige troonopvolg(st)er te zijn.
Op 14 augustus 2000 werden Nicolaas, zijn vrouw en kinderen door de Russisch-Orthodoxe Kerk tot strastoterpets (lijdendulders) verklaard, nadat de Russisch-Orthodoxe Kerk in het Buitenland hen al in 1978 als martelaren heilig had verklaard. Hun feestdag is op 4 juli. Op de plaats waar hun lichamen in de mijnschacht werden gegooid bevindt zich nu het klooster van de heilige koninklijke lijdendulders.
Op 1 oktober 2008 verleende het Russische hooggerechtshof eerherstel aan Nicolaas II en zijn familie. Zij werden aangemerkt als slachtoffers van politieke onderdrukking nadat dit jarenlang geweigerd was.

## Kwartierstaat
| Nicolaas I van Rusland (1796–1855) | Nicolaas I van Rusland (1796–1855) | Nicolaas I van Rusland (1796–1855) | Nicolaas I van Rusland (1796–1855) | Nicolaas I van Rusland (1796–1855)   | Nicolaas I van Rusland (1796–1855)   | Charlotte van Pruisen (1798-1860)    | Charlotte van Pruisen (1798-1860)    | Charlotte van Pruisen (1798-1860)    | Charlotte van Pruisen (1798-1860)    | Charlotte van Pruisen (1798-1860)     | Charlotte van Pruisen (1798-1860)     |                                                   |                                                   | Lodewijk II van Hessen-Darmstadt (1777-1848)      | Lodewijk II van Hessen-Darmstadt (1777-1848)      | Lodewijk II van Hessen-Darmstadt (1777-1848)      | Lodewijk II van Hessen-Darmstadt (1777-1848)      | Lodewijk II van Hessen-Darmstadt (1777-1848) | Lodewijk II van Hessen-Darmstadt (1777-1848) | Wilhelmina van Baden (1788-1836)               | Wilhelmina van Baden (1788-1836)               | Wilhelmina van Baden (1788-1836)               | Wilhelmina van Baden (1788-1836)               | Wilhelmina van Baden (1788-1836)               | Wilhelmina van Baden (1788-1836)               |  |  | Frederik Willem van Sleeswijk- Holstein-Sonderburg-Glücksburg (1785-1831) | Frederik Willem van Sleeswijk- Holstein-Sonderburg-Glücksburg (1785-1831) | Frederik Willem van Sleeswijk- Holstein-Sonderburg-Glücksburg (1785-1831) | Frederik Willem van Sleeswijk- Holstein-Sonderburg-Glücksburg (1785-1831) | Frederik Willem van Sleeswijk- Holstein-Sonderburg-Glücksburg (1785-1831) | Frederik Willem van Sleeswijk- Holstein-Sonderburg-Glücksburg (1785-1831) | Louise Caroline van Hesse-Kassel (1789-1867) | Louise Caroline van Hesse-Kassel (1789-1867) | Louise Caroline van Hesse-Kassel (1789-1867)    | Louise Caroline van Hesse-Kassel (1789-1867)    | Louise Caroline van Hesse-Kassel (1789-1867)    | Louise Caroline van Hesse-Kassel (1789-1867)    |                                                 |                                                 | Willem van Hessen-Kassel (1787-1867) | Willem van Hessen-Kassel (1787-1867) | Willem van Hessen-Kassel (1787-1867)       | Willem van Hessen-Kassel (1787-1867)       | Willem van Hessen-Kassel (1787-1867)       | Willem van Hessen-Kassel (1787-1867)       | Louise Charlotte van Denemarken (1789-1864) | Louise Charlotte van Denemarken (1789-1864) | Louise Charlotte van Denemarken (1789-1864) | Louise Charlotte van Denemarken (1789-1864) | Louise Charlotte van Denemarken (1789-1864) | Louise Charlotte van Denemarken (1789-1864) |  |  |  |  |  |  |  |  |  |  |  |  |  |  |  |  |  |  |  |  |  |  |  |  |  |  |  |  |  |  |  |  |  |  |  |  |  |  |  |  |  |  |  |  |  |  |  |  |
| Nicolaas I van Rusland (1796–1855) | Nicolaas I van Rusland (1796–1855) | Nicolaas I van Rusland (1796–1855) | Nicolaas I van Rusland (1796–1855) | Nicolaas I van Rusland (1796–1855)   | Nicolaas I van Rusland (1796–1855)   | Charlotte van Pruisen (1798-1860)    | Charlotte van Pruisen (1798-1860)    | Charlotte van Pruisen (1798-1860)    | Charlotte van Pruisen (1798-1860)    | Charlotte van Pruisen (1798-1860)     | Charlotte van Pruisen (1798-1860)     |                                                   |                                                   | Lodewijk II van Hessen-Darmstadt (1777-1848)      | Lodewijk II van Hessen-Darmstadt (1777-1848)      | Lodewijk II van Hessen-Darmstadt (1777-1848)      | Lodewijk II van Hessen-Darmstadt (1777-1848)      | Lodewijk II van Hessen-Darmstadt (1777-1848) | Lodewijk II van Hessen-Darmstadt (1777-1848) | Wilhelmina van Baden (1788-1836)               | Wilhelmina van Baden (1788-1836)               | Wilhelmina van Baden (1788-1836)               | Wilhelmina van Baden (1788-1836)               | Wilhelmina van Baden (1788-1836)               | Wilhelmina van Baden (1788-1836)               |  |  | Frederik Willem van Sleeswijk- Holstein-Sonderburg-Glücksburg (1785-1831) | Frederik Willem van Sleeswijk- Holstein-Sonderburg-Glücksburg (1785-1831) | Frederik Willem van Sleeswijk- Holstein-Sonderburg-Glücksburg (1785-1831) | Frederik Willem van Sleeswijk- Holstein-Sonderburg-Glücksburg (1785-1831) | Frederik Willem van Sleeswijk- Holstein-Sonderburg-Glücksburg (1785-1831) | Frederik Willem van Sleeswijk- Holstein-Sonderburg-Glücksburg (1785-1831) | Louise Caroline van Hesse-Kassel (1789-1867) | Louise Caroline van Hesse-Kassel (1789-1867) | Louise Caroline van Hesse-Kassel (1789-1867)    | Louise Caroline van Hesse-Kassel (1789-1867)    | Louise Caroline van Hesse-Kassel (1789-1867)    | Louise Caroline van Hesse-Kassel (1789-1867)    |                                                 |                                                 | Willem van Hessen-Kassel (1787-1867) | Willem van Hessen-Kassel (1787-1867) | Willem van Hessen-Kassel (1787-1867)       | Willem van Hessen-Kassel (1787-1867)       | Willem van Hessen-Kassel (1787-1867)       | Willem van Hessen-Kassel (1787-1867)       | Louise Charlotte van Denemarken (1789-1864) | Louise Charlotte van Denemarken (1789-1864) | Louise Charlotte van Denemarken (1789-1864) | Louise Charlotte van Denemarken (1789-1864) | Louise Charlotte van Denemarken (1789-1864) | Louise Charlotte van Denemarken (1789-1864) |  |  |  |  |  |  |  |  |  |  |  |  |  |  |  |  |  |  |  |  |  |  |  |  |  |  |  |  |  |  |  |  |  |  |  |  |  |  |  |  |  |  |  |  |  |  |  |  |
|                                    |                                    |                                    |                                    |                                      |                                      |                                      |                                      |                                      |                                      |                                       |                                       |                                                   |                                                   |                                                   |                                                   |                                                   |                                                   |                                              |                                              |                                                |                                                |                                                |                                                |                                                |                                                |  |  |                                                                           |                                                                           |                                                                           |                                                                           |                                                                           |                                                                           |                                              |                                              |                                                 |                                                 |                                                 |                                                 |                                                 |                                                 |                                      |                                      |                                            |                                            |                                            |                                            |                                             |                                             |                                             |                                             |                                             |                                             |  |  |  |  |  |  |  |  |  |  |  |  |  |  |  |  |  |  |  |  |  |  |  |  |  |  |  |  |  |  |  |  |  |  |  |  |  |  |  |  |  |  |  |  |  |  |  |  |
|                                    |                                    |                                    |                                    | Alexander II van Rusland (1818–1881) | Alexander II van Rusland (1818–1881) | Alexander II van Rusland (1818–1881) | Alexander II van Rusland (1818–1881) | Alexander II van Rusland (1818–1881) | Alexander II van Rusland (1818–1881) |                                       |                                       |                                                   |                                                   |                                                   |                                                   | Marie van Hessen-Darmstadt (1824-1880)            | Marie van Hessen-Darmstadt (1824-1880)            | Marie van Hessen-Darmstadt (1824-1880)       | Marie van Hessen-Darmstadt (1824-1880)       | Marie van Hessen-Darmstadt (1824-1880)         | Marie van Hessen-Darmstadt (1824-1880)         |                                                |                                                |                                                |                                                |  |  |                                                                           |                                                                           |                                                                           |                                                                           | Christiaan IX van Denemarken (1818-1906)                                  | Christiaan IX van Denemarken (1818-1906)                                  | Christiaan IX van Denemarken (1818-1906)     | Christiaan IX van Denemarken (1818-1906)     | Christiaan IX van Denemarken (1818-1906)        | Christiaan IX van Denemarken (1818-1906)        |                                                 |                                                 |                                                 |                                                 |                                      |                                      | Louise van Hessen-Kassel (1817-1898)       | Louise van Hessen-Kassel (1817-1898)       | Louise van Hessen-Kassel (1817-1898)       | Louise van Hessen-Kassel (1817-1898)       | Louise van Hessen-Kassel (1817-1898)        | Louise van Hessen-Kassel (1817-1898)        |                                             |                                             |                                             |                                             |  |  |  |  |  |  |  |  |  |  |  |  |  |  |  |  |  |  |  |  |  |  |  |  |  |  |  |  |  |  |  |  |  |  |  |  |  |  |  |  |  |  |  |  |  |  |  |  |
|                                    |                                    |                                    |                                    | Alexander II van Rusland (1818–1881) | Alexander II van Rusland (1818–1881) | Alexander II van Rusland (1818–1881) | Alexander II van Rusland (1818–1881) | Alexander II van Rusland (1818–1881) | Alexander II van Rusland (1818–1881) |                                       |                                       |                                                   |                                                   |                                                   |                                                   | Marie van Hessen-Darmstadt (1824-1880)            | Marie van Hessen-Darmstadt (1824-1880)            | Marie van Hessen-Darmstadt (1824-1880)       | Marie van Hessen-Darmstadt (1824-1880)       | Marie van Hessen-Darmstadt (1824-1880)         | Marie van Hessen-Darmstadt (1824-1880)         |                                                |                                                |                                                |                                                |  |  |                                                                           |                                                                           |                                                                           |                                                                           | Christiaan IX van Denemarken (1818-1906)                                  | Christiaan IX van Denemarken (1818-1906)                                  | Christiaan IX van Denemarken (1818-1906)     | Christiaan IX van Denemarken (1818-1906)     | Christiaan IX van Denemarken (1818-1906)        | Christiaan IX van Denemarken (1818-1906)        |                                                 |                                                 |                                                 |                                                 |                                      |                                      | Louise van Hessen-Kassel (1817-1898)       | Louise van Hessen-Kassel (1817-1898)       | Louise van Hessen-Kassel (1817-1898)       | Louise van Hessen-Kassel (1817-1898)       | Louise van Hessen-Kassel (1817-1898)        | Louise van Hessen-Kassel (1817-1898)        |                                             |                                             |                                             |                                             |  |  |  |  |  |  |  |  |  |  |  |  |  |  |  |  |  |  |  |  |  |  |  |  |  |  |  |  |  |  |  |  |  |  |  |  |  |  |  |  |  |  |  |  |  |  |  |  |
|                                    |                                    |                                    |                                    |                                      |                                      |                                      |                                      |                                      |                                      | Alexander III van Rusland (1845–1894) | Alexander III van Rusland (1845–1894) | Alexander III van Rusland (1845–1894)             | Alexander III van Rusland (1845–1894)             | Alexander III van Rusland (1845–1894)             | Alexander III van Rusland (1845–1894)             |                                                   |                                                   |                                              |                                              |                                                |                                                |                                                |                                                |                                                |                                                |  |  |                                                                           |                                                                           |                                                                           |                                                                           |                                                                           |                                                                           |                                              |                                              |                                                 |                                                 | Dagmar van Denemarken (1847-1928)               | Dagmar van Denemarken (1847-1928)               | Dagmar van Denemarken (1847-1928)               | Dagmar van Denemarken (1847-1928)               | Dagmar van Denemarken (1847-1928)    | Dagmar van Denemarken (1847-1928)    |                                            |                                            |                                            |                                            |                                             |                                             |                                             |                                             |                                             |                                             |  |  |  |  |  |  |  |  |  |  |  |  |  |  |  |  |  |  |  |  |  |  |  |  |  |  |  |  |  |  |  |  |  |  |  |  |  |  |  |  |  |  |  |  |  |  |  |  |
|                                    |                                    |                                    |                                    |                                      |                                      |                                      |                                      |                                      |                                      | Alexander III van Rusland (1845–1894) | Alexander III van Rusland (1845–1894) | Alexander III van Rusland (1845–1894)             | Alexander III van Rusland (1845–1894)             | Alexander III van Rusland (1845–1894)             | Alexander III van Rusland (1845–1894)             |                                                   |                                                   |                                              |                                              |                                                |                                                |                                                |                                                |                                                |                                                |  |  |                                                                           |                                                                           |                                                                           |                                                                           |                                                                           |                                                                           |                                              |                                              |                                                 |                                                 | Dagmar van Denemarken (1847-1928)               | Dagmar van Denemarken (1847-1928)               | Dagmar van Denemarken (1847-1928)               | Dagmar van Denemarken (1847-1928)               | Dagmar van Denemarken (1847-1928)    | Dagmar van Denemarken (1847-1928)    |                                            |                                            |                                            |                                            |                                             |                                             |                                             |                                             |                                             |                                             |  |  |  |  |  |  |  |  |  |  |  |  |  |  |  |  |  |  |  |  |  |  |  |  |  |  |  |  |  |  |  |  |  |  |  |  |  |  |  |  |  |  |  |  |  |  |  |  |
|                                    |                                    |                                    |                                    |                                      |                                      |                                      |                                      |                                      |                                      |                                       |                                       |                                                   |                                                   |                                                   |                                                   |                                                   |                                                   |                                              |                                              |                                                |                                                |                                                |                                                |                                                |                                                |  |  |                                                                           |                                                                           |                                                                           |                                                                           |                                                                           |                                                                           |                                              |                                              |                                                 |                                                 |                                                 |                                                 |                                                 |                                                 |                                      |                                      |                                            |                                            |                                            |                                            |                                             |                                             |                                             |                                             |                                             |                                             |  |  |  |  |  |  |  |  |  |  |  |  |  |  |  |  |  |  |  |  |  |  |  |  |  |  |  |  |  |  |  |  |  |  |  |  |  |  |  |  |  |  |  |  |  |  |  |  |
|                                    |                                    |                                    |                                    |                                      |                                      |                                      |                                      |                                      |                                      |                                       |                                       |                                                   |                                                   |                                                   |                                                   |                                                   |                                                   |                                              |                                              |                                                |                                                |                                                |                                                |                                                |                                                |  |  |                                                                           |                                                                           |                                                                           |                                                                           |                                                                           |                                                                           |                                              |                                              |                                                 |                                                 |                                                 |                                                 |                                                 |                                                 |                                      |                                      |                                            |                                            |                                            |                                            |                                             |                                             |                                             |                                             |                                             |                                             |  |  |  |  |  |  |  |  |  |  |  |  |  |  |  |  |  |  |  |  |  |  |  |  |  |  |  |  |  |  |  |  |  |  |  |  |  |  |  |  |  |  |  |  |  |  |  |  |
|                                    |                                    |                                    |                                    | Nicolaas II van Rusland (1868–1918)  | Nicolaas II van Rusland (1868–1918)  | Nicolaas II van Rusland (1868–1918)  | Nicolaas II van Rusland (1868–1918)  | Nicolaas II van Rusland (1868–1918)  | Nicolaas II van Rusland (1868–1918)  |                                       |                                       | Alexander Aleksandrovitsj van Rusland (1869-1870) | Alexander Aleksandrovitsj van Rusland (1869-1870) | Alexander Aleksandrovitsj van Rusland (1869-1870) | Alexander Aleksandrovitsj van Rusland (1869-1870) | Alexander Aleksandrovitsj van Rusland (1869-1870) | Alexander Aleksandrovitsj van Rusland (1869-1870) |                                              |                                              | Georgi Aleksandrovitsj van Rusland (1871-1899) | Georgi Aleksandrovitsj van Rusland (1871-1899) | Georgi Aleksandrovitsj van Rusland (1871-1899) | Georgi Aleksandrovitsj van Rusland (1871-1899) | Georgi Aleksandrovitsj van Rusland (1871-1899) | Georgi Aleksandrovitsj van Rusland (1871-1899) |  |  | Xenia Aleksandrovna van Rusland (1875-1960)                               | Xenia Aleksandrovna van Rusland (1875-1960)                               | Xenia Aleksandrovna van Rusland (1875-1960)                               | Xenia Aleksandrovna van Rusland (1875-1960)                               | Xenia Aleksandrovna van Rusland (1875-1960)                               | Xenia Aleksandrovna van Rusland (1875-1960)                               |                                              |                                              | Michaël Aleksandrovitsj van Rusland (1878-1918) | Michaël Aleksandrovitsj van Rusland (1878-1918) | Michaël Aleksandrovitsj van Rusland (1878-1918) | Michaël Aleksandrovitsj van Rusland (1878-1918) | Michaël Aleksandrovitsj van Rusland (1878-1918) | Michaël Aleksandrovitsj van Rusland (1878-1918) |                                      |                                      | Olga Aleksandrovna van Rusland (1882-1960) | Olga Aleksandrovna van Rusland (1882-1960) | Olga Aleksandrovna van Rusland (1882-1960) | Olga Aleksandrovna van Rusland (1882-1960) | Olga Aleksandrovna van Rusland (1882-1960)  | Olga Aleksandrovna van Rusland (1882-1960)  |                                             |                                             |                                             |                                             |  |  |  |  |  |  |  |  |  |  |  |  |  |  |  |  |  |  |  |  |  |  |  |  |  |  |  |  |  |  |  |  |  |  |  |  |  |  |  |  |  |  |  |  |  |  |  |  |